# David Vendetta
David Paparusso, noto anche con lo pseudonimo di DJ Paparusso (Longwy, 25 agosto 1971), è un disc jockey e produttore discografico francese.
Si esibisce regolarmente nei principali club musicali del mondo e conduce il programma radiofonico The Cosa Nostra Show, in onda su Resident Radio FG Paris la domenica mattina.

## Discografia
- Party people (Vector Records) (2003)
- She loves me (Vector Records) (2003)
- Fiction (Paradise) (2004)
- No sex (Paradise) (2004)
- Elya (Summer love) (David Vendetta Vendetta remix) (Paradise) (2004)
- Louis Botella (Together) (David Vendetta remix) (Atmosphere Recordings) (maggio 2004)
- Louis Botella (Rumba buena) (David Vendetta remix) (Atmosphere Recordings) (maggio 2004)
- Tribal Mix vol.1 (mixed by David vendetta) (Wagram Electro) (giugno 2004)
- Alicante (Sunshine Records) (settembre 2004)
- Cleopatra (Sunshine Records) (settembre 2004)
- A tribe called es (Dancin) (David Vendetta remix) (Stealth Records) (gennaio 2005)
- Sueno Soul (Tempo da solo) (David Vendetta remix) (Stealth Records) (9 maggio 2005)
- In the club Vol.2 (mixed by David vendetta) (Wagram Music) (4 luglio 2005)
- Korovin feat. Keith Thompson (I live for now) (David Vendetta remix) (Oven Ready Productions) (ottobre 2005)
- Sebastian Ingrosso (Stockholm Disco) (David Vendetta remix) (Pool e Music) (gennaio 2006)
- Aston Martinez (Twisted) (David Vendetta remix) (Stealth Records) (febbraio 2006)
- Teo Moss & Van Silver (Show you 2) (David Vendetta remix) (Cyber Production) (marzo 2006)
- Sander Kleinenberg (This is Miami) (David Vendetta remix) (DJ Center / Paradise) (11 settembre 2006)
- In paradise Ibiza The love to love you session (DJ Center / Paradise) (14 settembre 2006)
- Brian Cross (Over my skin) (David Vendetta remix) (Vale Music) (ottobre 2006)
- Dj Chus & David Penn (We play house) (David Vendetta remix) (Stereo - DJ Center) (ottobre - novembre 2006)
- Kurd Maverick (The rub) (David Vendetta remix) (DJ Center / Paradise) (novembre 2006)
- Antoine Clamaran (Dance 2) (David Vendetta remix) (Pool e Music) (dicembre 2006)
- Love to love you baby (DJ Center / Paradise) (12 giugno 2006 - 4 dicembre 2006)
- Dancefloor FG winter 2007 (mixed by David Vendetta) (Barclay) (11 décembre 2006)
- Unidos para la musica (DJ Center / Stealth Records) (2 ottobre 2006 - 12 marzo 2007)
- Break 4 Love (DJ Center / Paradise) (16 aprile 2007)
- Rendez-Vous (DJ Center / V2) (4 giugno 2007)
- Bleeding Heart (DJ Center / V2 / Paradise) (12 novembre 2007)
- Hold That Sucker Down (Dj Center / Polydor) (21 aprile 2008)
- Rendez-Vous (Edition Collector) (Dj Center / Polydor) (28 aprile 2008)